# Lucien Poincaré
Pour les articles homonymes, voir Poincaré.
Lucien Antoine Poincaré, né le 22 juillet 1862 à Bar-le-Duc et mort le 9 mars 1920 à Paris, est un physicien et homme politique français,.
Il est le frère cadet du président de la République Raymond Poincaré, et cousin germain du mathématicien Henri Poincaré.

## Biographie

### Origines
Lucien Poincaré naît dans une famille aisée de Bar-le-Duc, en 1862. Il est le fils d'Antoni Poincaré (1825-1911), polytechnicien (1845), ingénieur, puis inspecteur général des Ponts et Chaussées. Sa mère, Nanine Marie Ficatier (1838-1913), issue de la famille du général-baron Florentin Ficatier, est profondément croyante. Lucien Poincaré passe son enfance dans la maison bourgeoise des grands-parents Ficatier, rue du docteur Nève, à Bar-le-Duc ; ces derniers avaient fait fortune à Neuilly-sur-Seine dans le commerce du bois.
Par ailleurs, il est l'arrière-petit-fils de Jean Landry Gillon, député sous le règne de Louis-Philippe ; il est également le neveu d'Emile Poincaré, doyen de la faculté de médecine de Nancy, le frère cadet de Raymond Poincaré, neuvième Président de la IIIe République, et le cousin germain du mathématicien et savant Henri Poincaré.
Exilé avec sa mère et son frère en Normandie pendant la guerre franco-allemande de 1870, il revient à Bar-le-Duc en décembre 1871, pour finalement voir le rez-de-chaussée de sa maison occupé par des soldats prussiens jusqu'en juillet 1873. Il finit par s'installer à Paris, avec sa famille, au 10 rue de Babylone, dès 1879.

### Études
De 1883 à 1886, Lucien Poincaré suit des études supérieures scientifiques à l'École normale supérieure, où il est le camarade de promotion de Paul Painlevé et de Paul Janet, et à la faculté des sciences de Paris où il obtient les licences ès sciences mathématiques et ès sciences physiques.

### Carrière
Il enseigne au lycée de Bourges (1886-1887), puis, après son succès au concours d'agrégation de physique en 1887, devient préparateur au laboratoire d'enseignement de la physique d'Edmond Bouty à la faculté des sciences de Paris. Il y prépare une thèse pour le doctorat ès sciences physiques intitulée Recherches sur les électrolytes fondus, soutenue en 1890 à la faculté des sciences de Paris.
Il est ensuite nommé professeur au lycée de Marseille (1891-1893), actuel lycée Thiers, puis, en 1893, au lycée Louis-le-Grand à Paris. Il devient l'année suivante professeur à l'École normale supérieure de jeunes filles (1894-1900), puis chargé du cours de physique pour le certificat d'études physiques, chimiques et naturelles à la faculté des sciences de Paris, en parallèle avec Paul Janet, de 1895 à 1900.
En 1896, il est professeur par délégation à l'École supérieure d'électricité (que dirige Paul Janet). Il devient en septembre 1900 recteur de l’Académie de Chambéry, Pierre Curie le remplaçant à la faculté des sciences puis, en 1902, inspecteur général de l'Instruction publique. En 1910, il est nommé directeur de l'enseignement secondaire, puis directeur de l'enseignement supérieur et enfin en 1917 vice-recteur de l’Académie de Paris à la suite de Louis Liard.
En 1919, il est élu conseiller général du canton de Triaucourt (Meuse). À sa mort, c'est son frère Raymond Poincaré qui lui succédera.

## Hommage

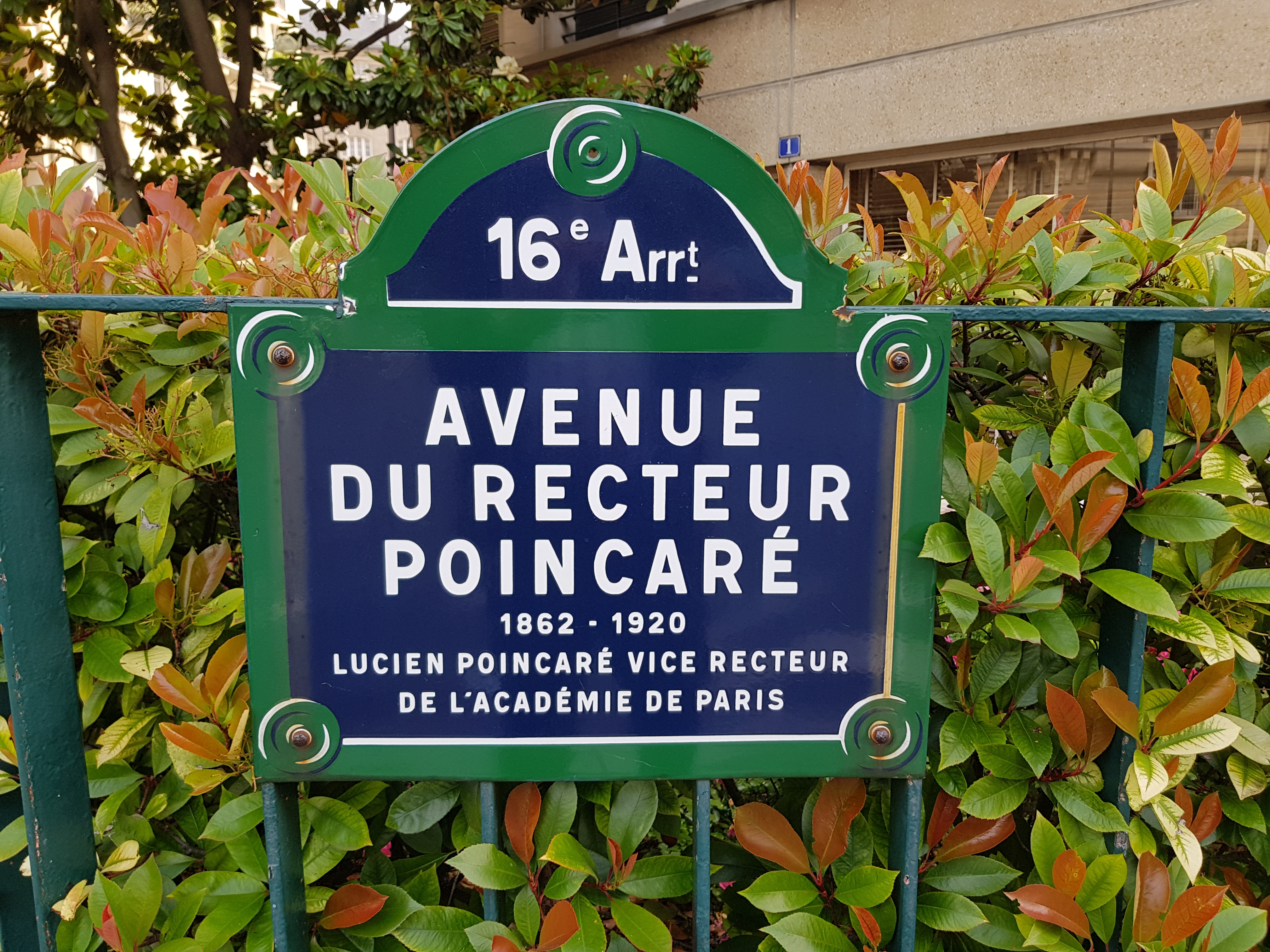
Avenue du Recteur-Poincaré (Paris).

Il existe une avenue du Recteur-Poincaré dans le 16e arrondissement de Paris.

## Publications

### Journal de physique théorique et appliquée
- Journal de physique théorique et appliquée. D. Quatrième série, tome 3, avec Joseph-Charles d'Almeida, Edmond Bouty, Éleuthère Mascart, Gabriel Lippmann, Alfred Potier. Bureau du journal de physique (Paris), 1904. Texte en ligne disponible sur LillOnum
- Journal de physique théorique et appliquée. D. Quatrième série, tome 4, avec Joseph Charles d'Almeida, Edmond Bouty, Éleuthère Mascart, Gabriel Lippmann, Alfred Potier. Bureau du journal de physique (Paris), 1905. Texte en ligne disponible sur LillOnum
- Journal de physique théorique et appliquée. D. Quatrième série, tome 5, avec Joseph Charles d'Almeida, Edmond Bouty, Éleuthère Mascart, Gabriel Lippmann, Pierre Curie. Bureau du journal de physique (Paris), 1906. Texte en ligne disponible sur LillOnum
- Journal de physique théorique et appliquée. D. Quatrième série, tome 6, avec Joseph Charles d'Almeida, Edmond Bouty, Éleuthère Mascart, Gabriel Lippmann. Bureau du journal de physique (Paris), 1907. Texte en ligne disponible sur LillOnum
- Journal de physique théorique et appliquée. D. Quatrième série, tome 7, avec Joseph Charles d'Almeida, Edmond Bouty, Éleuthère Mascart, Gabriel Lippmann. Bureau du journal de physique (Paris), 1908. Texte en ligne disponible sur LillOnum
- Journal de physique théorique et appliquée. D. Quatrième série, tome 8, avec Joseph Charles d'Almeida, Edmond Bouty, Gabriel Lippmann. Bureau du journal de physique (Paris), 1909. Texte en ligne disponible sur LillOnum
- Journal de physique théorique et appliquée. D. Quatrième série, tome 9, avec Joseph Charles d'Almeida, Edmond Bouty, Gabriel Lippmann. Bureau du journal de physique (Paris), 1910. Texte en ligne disponible sur LillOnum

### Ouvrages
- Recherches sur les électrolytes fondus, thèse de doctorat, Paris, Gauthier-Villars, 1890.
- Les méthodes d'enseignement des sciences expérimentales, Paris, Imprimerie nationale, 1904.
- La Physique moderne, son évolution, Flammarion, Bibliothèque de philosophie scientifique, 1906.
- L’Électricité, Flammarion, Bibliothèque de philosophie scientifique, 1907, 1908, 1910, 1918, 1920.
- Electricity, present and future, traduction par Jasper Kemmis, Londres, Sisley's Ltd, 1908.
- La science française, tome premier : exposition universelle et internationale de San Francisco, préface de Lucien Poincaré, Paris, Ministère de l'Instruction publique et des Beaux-Arts, 1915.
- Le bombardement de l'Université de Belgrade, par G. M. Stanoïewitch, préface de Lucien Poincaré, Paris, Vermot, 1915.
- Réception du Président Wilson à l'Université de Paris, 21 décembre 1918, discours de Ferdinand Larnaude, Alfred Croiset, Lucien Poincaré et Woodrow Wilson, Paris, Renouard, 1919.
- Rapports sur les travaux de René Marage[5], Paris, Gauthier-Villars, 1925.
- Éducation, Science, Patrie, Flammarion, Bibliothèque de philosophie scientifique, 1926.
- La science française, tome premier, par Henri Bergson, Édouard Le Roy et Émile Durkheim, avant-propos par J. Cavalier, préface de Lucien Poincaré, Paris, Larousse, 1933.